# Heinz Krejci
Heinz Krejci (* 12. Mai 1941 in Wien, Österreich; † 12. März 2017) war ein österreichischer Rechtswissenschaftler.

## Werdegang
Nach Ablegung der Matura im Jahr 1959 studierte Heinz Krejci Rechtswissenschaften an der Universität Wien. 1963 promovierte er zum Doctor iuris. Von 1963 bis 1973 war er Universitätsassistent am Institut für Arbeits- und Sozialrecht der Universität Wien. 1971/72 erfolgte die Habilitation aus Arbeits-, Sozial- und Zivilrecht (Habilitationsschrift: Betriebsübergang und Arbeitsvertrag. Zugleich ein Beitrag zur Lehre von der Vertragsübernahme). 
1973 wurde Heinz Krejci außerordentlicher Universitätsprofessor an der Universität Wien. 1976 nahm er die Berufung auf ein Ordinariat für Privat- und Wirtschaftsrecht an der Grazer rechtswissenschaftlichen Fakultät an. Danach wechselte er zurück an die Universität Wien. Von 1992 bis 2008 war er Vorstand des Instituts für Handels- und Wertpapierrecht an der Rechtswissenschaftlichen Fakultät der Universität Wien. Zum 1. Oktober 2009 erfolgte die Emeritierung. 
Heinz Krejci kam über das Arbeits- und Sozialrecht zum Zivilrecht und wandte sich von dort aus dem Unternehmensrecht zu. Er publizierte auf all diesen Gebieten, insbesondere aber auch im Konsumentenschutzrecht, im Privatversicherungsrecht, im Bau- und Vergaberecht und im Arztvertragsrecht.
Heinz Krejci wirkte an wichtigen österreichischen Gesetzen mit: so vor allem am Erwerbsgesellschaftengesetz (EEG), Vereinsgesetz 2002, Unternehmensgesetzbuch (UGB) sowie an den gesellschaftsrechtlichen Bestimmungen des Ziviltechnikergesetzes (ZTG). Zuletzt arbeitete er an der Erneuerung des Rechts der Gesellschaft bürgerlichen Rechts.
Er war Mitglied der katholischen Studentenverbindungen KaV Norica Wien und KÖHV Carolina Graz.

## Publikationen
- 14 Lehrbücher und Lernbehelfe
- 7 Gesetzeskommentare
- 30 Monographien
- 310 Fachaufsätze
- 1969 bis 2011: Redakteur der Zeitschrift „Die Versicherungsrundschau“
- seit 2010: Mitherausgeber der Zeitschrift für Gesellschaftsrecht und angrenzendes Steuerrecht
- Außerjuristisches: 25 Gedichtbändchen

## Auszeichnungen
- 1972: Leopold-Kunschak-Preis (für die Habilitationsschrift)
- 1986: Oskar-Vas-Förderungspreis des Österreichischen Normungsinstitutes
- 2000: Österreichisches Ehrenkreuz für Wissenschaft und Kunst I. Klasse
- 2003: Goldenes Ehrenzeichen des Landes Wien
- 2005: Großes Silbernes Ehrenzeichen für Verdienste um die Republik Österreich[2]
- 2006: Silbernes Komturkreuz für Verdienste um das Bundesland Niederösterreich
- 2008: Verdienstmedaille der Jagiellonen-Universität Krakau
- 2009: Großes Ehrenzeichen für Verdienste um das Land Steiermark